# Synd skal sones
Synd skal sones er en stumfilm fra 1917 instrueret af Alexander Christian.